# İki dakika
İki dakika – singiel tureckich piosenkarzy İzel Çeliköz, Reyhan Karacy i Cana Uğurluera wydany w 1991 roku. Utwór został napisany przez Aysel Gürel i Şevketa Uğurluera. 
W 1991 roku utwór reprezentował Turcję w 36. Konkursie Piosenki Eurowizji dzięki wygraniu w marcu finału krajowych eliminacji po zdobyciu największego poparcia jurorów. 9 maja numer został zaprezentowany przez trio w finale widowiska organizowanego w Rzymie i zajął ostatecznie dwunaste miejsce z 44 punktami na koncie.
Oprócz tureckojęzycznej wersji singla, trio nagrało utwór także w języku angielskim.

## Lista utworów
CD single
1. „İki dakika” (English Version)
2. „İki dakika” (Turkish Version)